# ОФК куп нација 2020.
ОФК куп нација 2020. (службени назив: 2020 OFC Nations Cup) је требало да буде једанаести по реду ОФК куп нација који се одржава под покровитељством Фудбалске конфедерације Океаније. Првенство је требало да се одржи од 6. до 20. јуна 2020. године. Нови Зеланд је бранилац титуле.
Због Пандемије ковида 19 турнир је отказан.

## Репрезентације
Свих 11 репрезентација из Фудбалске конфедерације Океаније имају право учешћа. Евентуални плеј-оф за учешће на турниру биће одржан између најслабије рангираних репрезентација. 
- Америчка Самоа
- Кукова Острва
- Фиџи
- Нова Каледонија
- Нови Зеланд
- Папуа Нова Гвинеја
- Самоа
- Соломонова Острва
- Тахити
- Тонга
- Вануату